# Eiskunstlauf-Weltmeisterschaft 1905
Die 10. Eiskunstlauf-Weltmeisterschaft fand am 5. und 6. Februar 1905 in Stockholm (Schweden) statt.
Es war die letzte Weltmeisterschaft, bei der es nur eine Herrenkonkurrenz gab.

## Ergebnis

### Herren
| Platz | Sportler          | Land            |
| ----- | ----------------- | --------------- |
| 1     | Ulrich Salchow    | Schweden        |
| 2     | Max Bohatsch      | Österreich      |
| 3     | Per Thorén        | Schweden        |
| 4     | Richard Johansson | Schweden        |
| 5     | Martin Gordan     | Deutsches Reich |

Punktrichter waren:
- E. Hörle  Schweden
- M. Rendschmidt  Deutsches Reich
- E. v. Markus  Ungarn
- O. Petterson  Schweden
- H. R. Yglesias  Vereinigtes Königreich
- R. Sundgren  Großfürstentum Finnland
- I. Westergren  Schweden

## Quelle
- World figure skating championships 1900–1909 (men). Skatabase, archiviert vom Original am 11. Oktober 2008; abgerufen am 21. Mai 2018 (englisch).